# Кашина Коломбера (Бијела)
Кашина Коломбера је насеље у Италији у округу Бијела, региону Пијемонт.
Према процени из 2011. у насељу је живело 16 становника. Насеље се налази на надморској висини од 228 м.